# أيي كو
أيي كو هو سياسي ميانماري، ولد في 19 سبتمبر 1921 في باثين في ميانمار، وتوفي في 26 سبتمبر 2006 في يانغون في ميانمار. نشط حزبياً في Burma Socialist Programme Party ‏.